# Betsson
Betsson Malta Ltd. est une compagnie de jeu en ligne, dont le siège est à Malte, et qui appartient à la compagnie publique OMX listée Betsson AB.
Elle propose un poker en ligne, un casino en ligne, des cartes de grattage et des paris sportifs.

## Description
Le développement technique de Betsson commence début 2001, et en avril 2002 Betsson obtient une licence de bookmaker à Londres. Le site est lancé en mai 2002 en version anglaise et suédoise, en 2003 pour la Finlande et l'Allemagne, puis en 2004 pour la Norvège et la République Tchèque. En juillet, Betsson Poker est lancé en collaboration avec le partenaire Ongame.
En mars 2005, Betsson atteint plus de 100 000 clients enregistrés. La compagnie se lance en Turquie, en Islande et au Danemark. En avril, Betsson devient une filiale à 100 % de la société Cherry Företagen AB, cotée à la bourse suédoise.
Dès janvier 2006, les sites de la société, possèdent plus de 400 000 clients enregistrés. Les cartes à gratter Trio sont lancées en été 2006, alors que les bureaux de Betsson se déménagent de Londres à Malte, et en décembre l'entreprise lance le Poker Turc en Turquie. En juin le site de Betsson est nommé le meilleur site de Sport et Paris sportifs en ligne par le magazine Internetworld.
En mars 2007 Betsson lance le Bingo dans le marché Suédois, et un mois plus tard les paris en live dans la section Sport. En mai le site est lancé en France, puis en juillet en Grèce, en Italie et en Espagne.
Les paris financiers (des côtes circulantes) sont introduits en octobre 2007 au nom de Trader Betsson.
En hiver 2008 le nombre de clients inscrits atteint 1 000 000[réf. nécessaire].
L´expansion géographique se poursuit en 2008 et en janvier avec l´Amérique du Sud en le Pérou, la Serbie en avril. Le nouveau site d´investissement pour Betsson AB est lancé en mai.
En mai 2008 Betsson ouvre une boutique de paris à Stockholm, défiants le monopole des jeux de l’état Suédois et réclamant le soutien de la part des lois de l’Union Européenne.
En octobre 2023, Betsson ouvre enfin en France après avoir obtenu l'agrément ARJEL auprès de l'autorité. Betsson travail sur le développement de son application pour une sortie en 2024.  